# Trematocara
Trematocara is een geslacht van straalvinnige vissen uit de familie van de cichliden (Cichlidae).

## Soorten
- Trematocara caparti Poll,  1948
- Trematocara kufferathi Poll,  1948
- Trematocara macrostoma Poll,  1952
- Trematocara marginatum Boulenger, 1899
- Trematocara nigrifrons Boulenger,  1906
- Trematocara stigmaticum Poll,  1943
- Trematocara unimaculatum Boulenger,  1901
- Trematocara variabile Poll,  1952
- Trematocara zebra De Vos, Nshombo & Thys van den Audenaerde, 1996